# Westraltrachia lievreana
Westraltrachia lievreana é uma espécie de gastrópode  da família Camaenidae.
É endémica da Austrália.